# Hiersac
Hiersac é uma comuna francesa na região administrativa da Nova Aquitânia, no departamento de Charente. Estende-se por uma área de 7,36 km². Em 2010 a comuna tinha 1 158 habitantes (densidade: 157,3 hab./km²).